# Tabua
Tabua es una freguesia portuguesa del concelho de Ribeira Brava, con 11,10 km² de superficie y 1.105 habitantes (2001). Su densidad de población es de 99,5 hab/km².
Tiene una entrada que comunica a Cámara de Lobos con Ribeira Brava. Su principal actividad es la agricultura. Es bañada por el océano Atlántico al Sur.